# آنجی بیورکلوند
آنجی بیورکلوند (انگلیسی: Angie Bjorklund؛ زادهٔ ۱۴ ژوئیهٔ ۱۹۸۹) بازیکن بسکتبال، و سرمربی (بسکتبال) اهل ایالات متحده آمریکا است.